# Slagsta tegelbruk

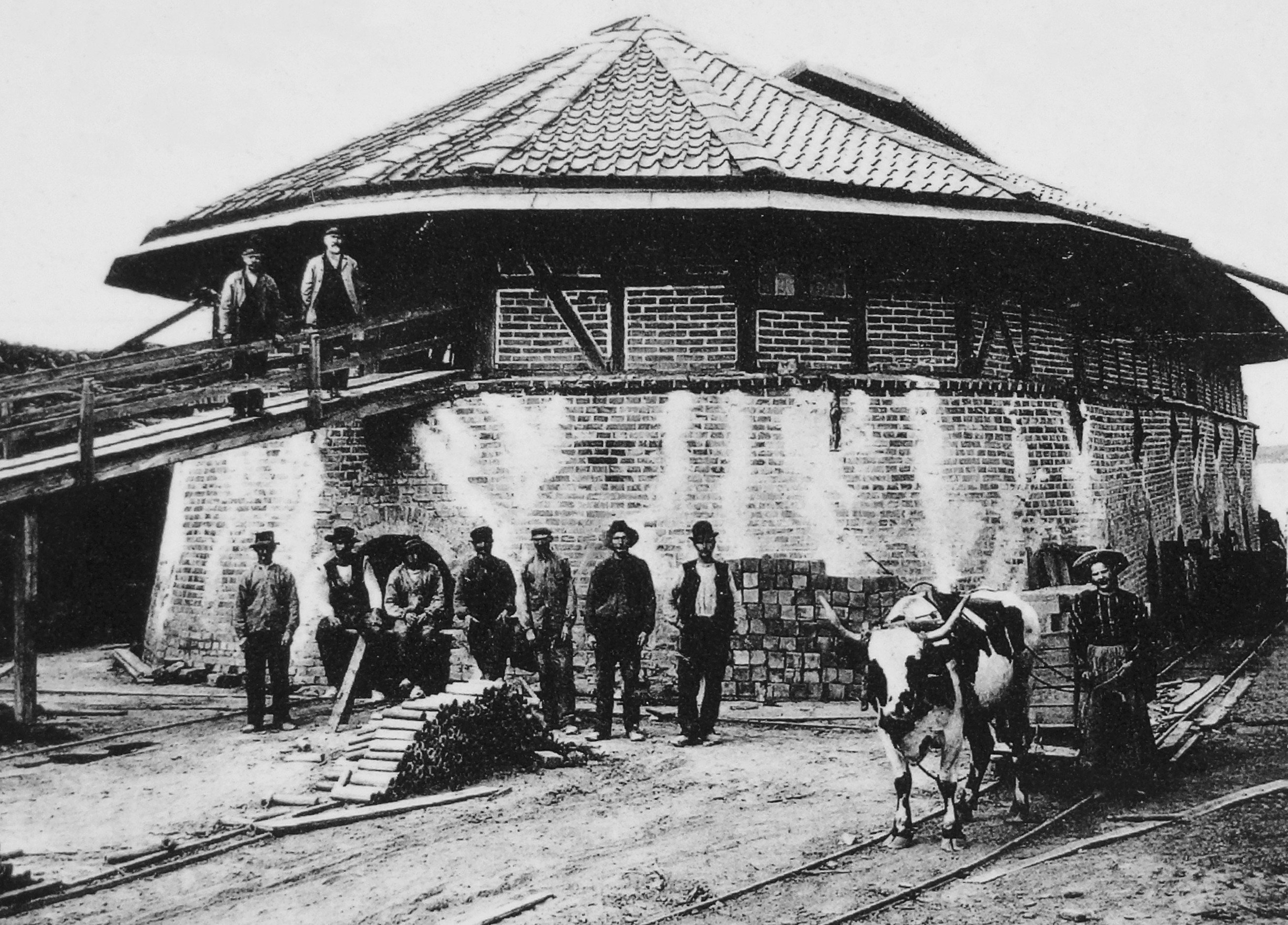
Ringugn, Slagsta, 1890-tal.

Slagsta tegelbruk var ett av två tegelbruk belägna vid Mälaren i nuvarande kommundelen Slagsta i Botkyrka kommun. Tegelbruken hade två stora uppsving, ett på 1600-talets stormaktstid och ett på 1800-talets slut då stenstaden växte fram i Stockholm. Bruket var ett av Mälardalens  äldsta och största och i drift åtminstone från 1600-talet fram till 1914. Resterna efter bruket är ett fornminne med RAÄ-nummer Botkyrka 379:1.

## Historik

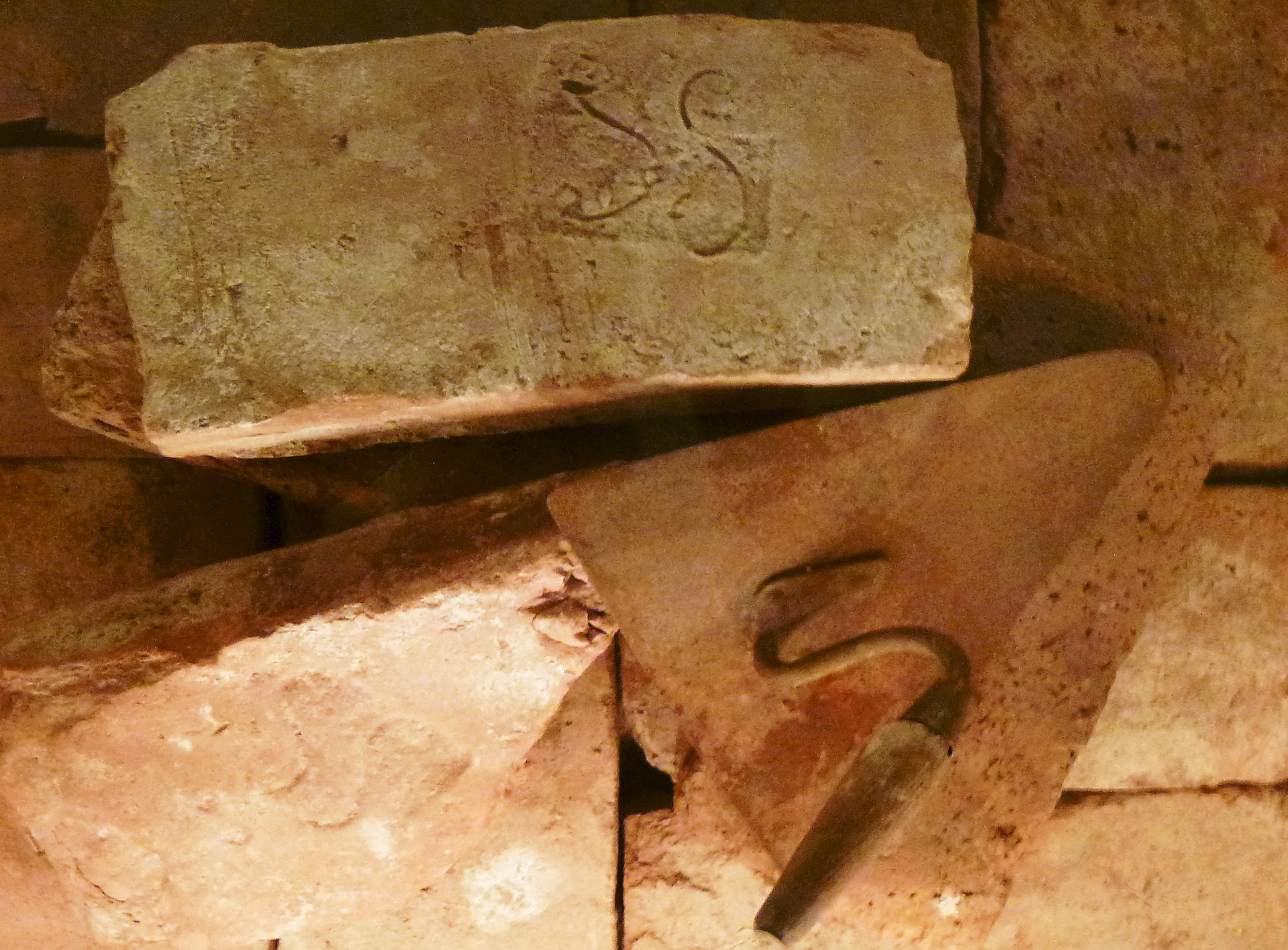
Tegel från Slagsta tegelbruk, utställt på Tumba bruksmuseum.

Det äldst skriftliga belägget för ett tegelbruk i Slagsta finns på en lantmäterikarta från 1664. På kartan kallas anläggningen för "Fittia tegelbruk" (ej att förväxla med Fittja tegelbruk vid Fittjaviken). Den större av Slagstas båda tegelfabriker låg nordost om Slagsta gård, ungefär där Slagsta Marina finns idag. 
Bruket tillhörde Fittja gård fram till 1787 då det övergick till Slagsta gård. Det andra, något mindre bruket, låg rakt norr om Slagsta gård, vid Slagstabadet. Under Johan Liljencrantz tid på Slagsta gård vid slutet av 1700-talet omnämns att två tegelbruk var knutna till gården. Tegeltillverkning var en av gårdens inkomstkällor. En karta från  1773 redovisade då cirka sju byggnader på platsen.
På en odaterad karta i Skandia-Frejas ägo syns tre ugnar, en ringugn nere vid Mälaren, en gammal ugn som eldas uppifrån och en mindre obegagnad ugn. Anläggningen vid dagens marina bestod under 1800-talets slut av tre brännugnar, torklador, tegelpress, stall och personalbostäder.  Tegelmästaren, tegelslagare och tegeldrängar bodde här med sina familjer, likaså kringvandrande säsongsarbetare. Man tillverkade murtegel, taktegel och rörtegel. Råmaterialet, leran, hämtades i en lertäkt strax söder om bruket. Här finns numera ett småhusområde från 1970-talet och dagens Tegelängsvägen och kvarteret Tegelstenen påminner om den tidigare verksamheten. 
De färdiga produkterna transporterades med pråm huvudsakligen till Tegelbacken i centrala Stockholm och användes  i den byggboomen som rådde under slutet av 1800-talet. 1885 levererades  en miljon tegelstenar från Slagsta tegelbruk till Stockholm. Slagsta var under denna tid  Mälardalens största tegelproducent.
I början av 1900-talet minskade efterfrågan på tegel och 1914 lades verksamheten ner. Idag syns rester av anläggningen i form av en stor tegelhög i skogen och fundament till utskeppningsbryggan i Mälaren. Efter torkladorna återstår endast långa stenrader.

## Historiska kartor
| "Fittia tegelbruk" 1664. |  | "Slagsta tegelbruk" 1863. |
| "Fittia tegelbruk" 1664. |  | "Slagsta tegelbruk" 1863. |

## Nutida bilder

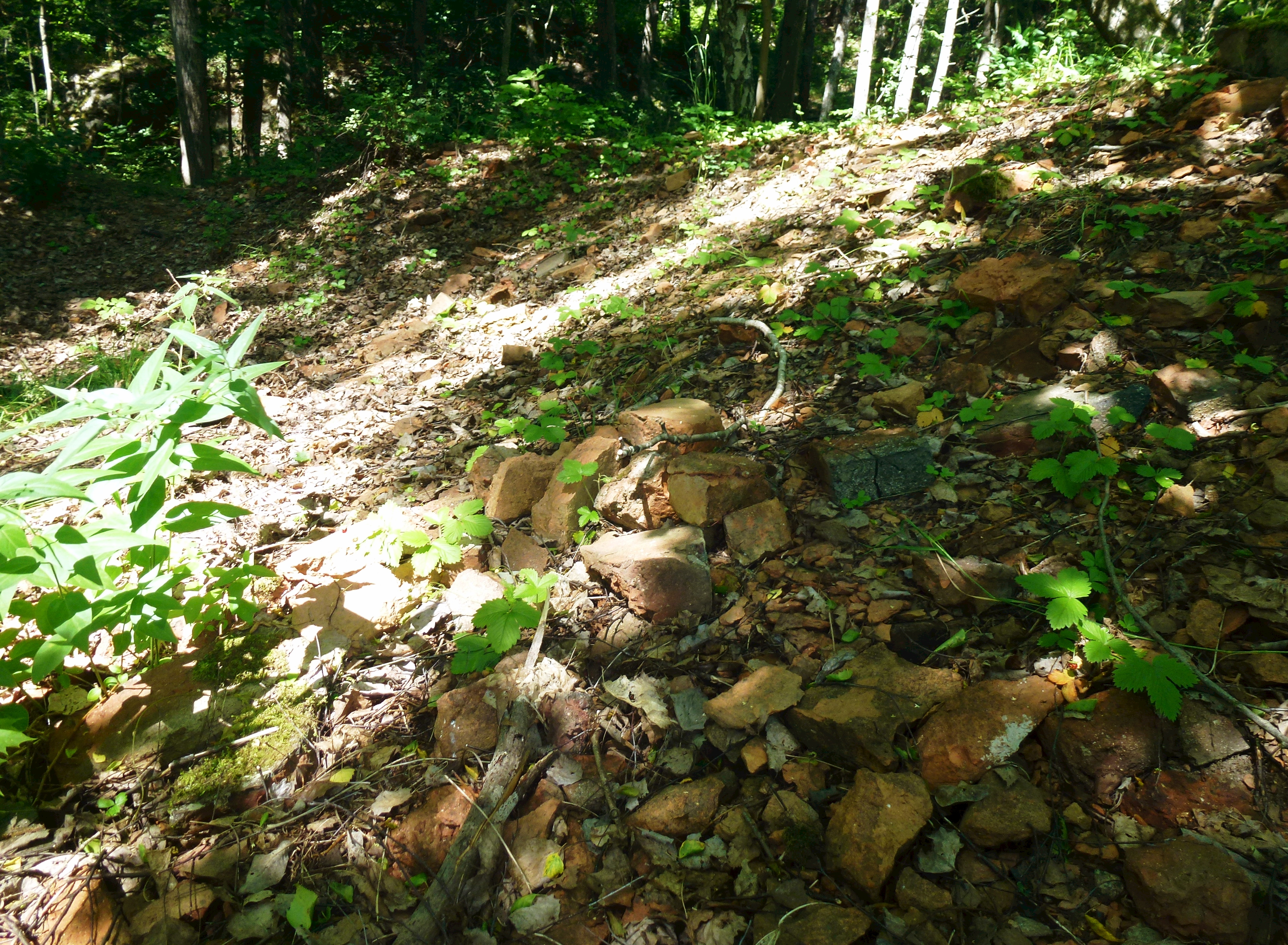
Tegelhögen i skogen.
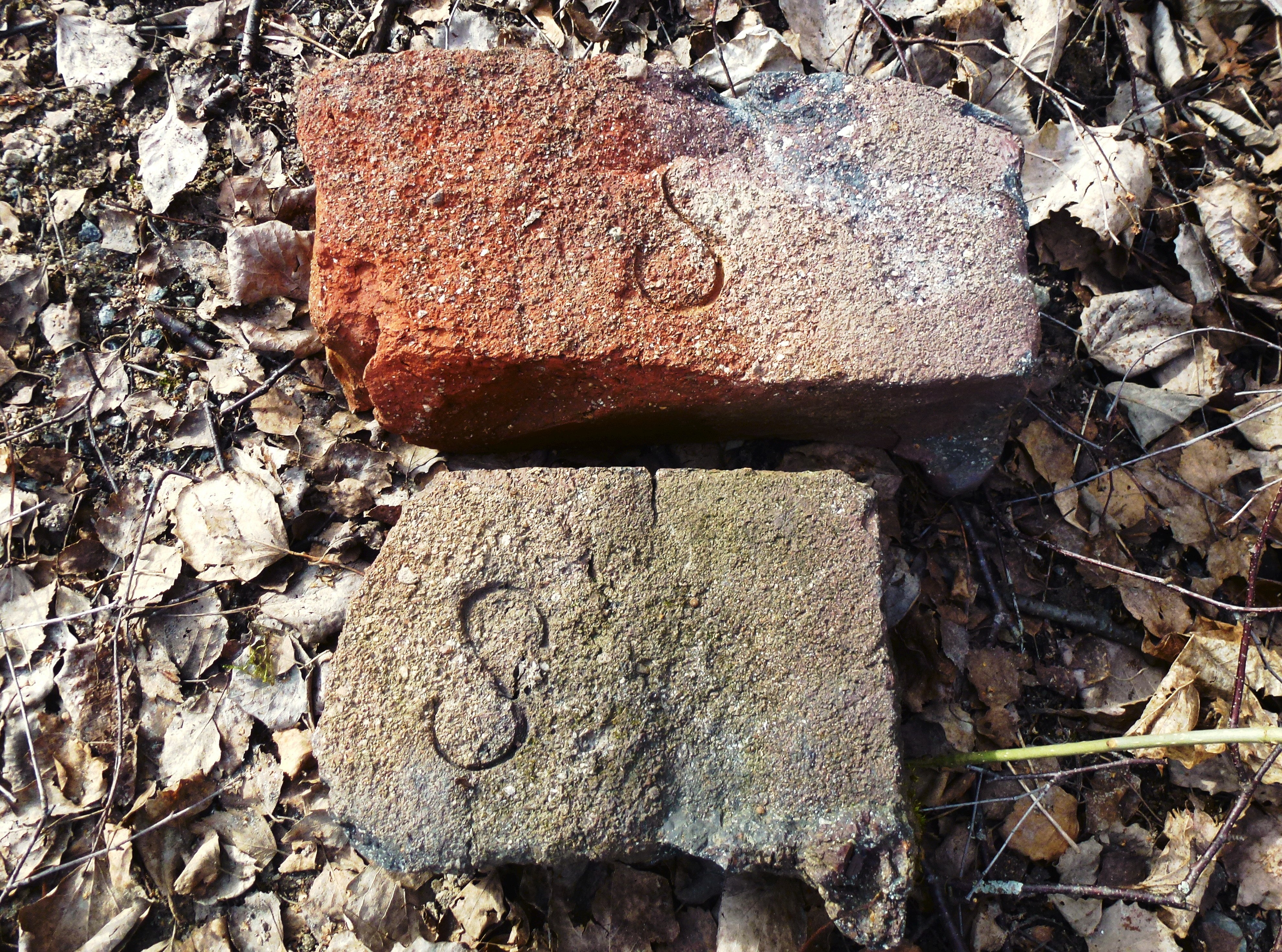
Märkta tegelsten från Slagsta tegelbruk.
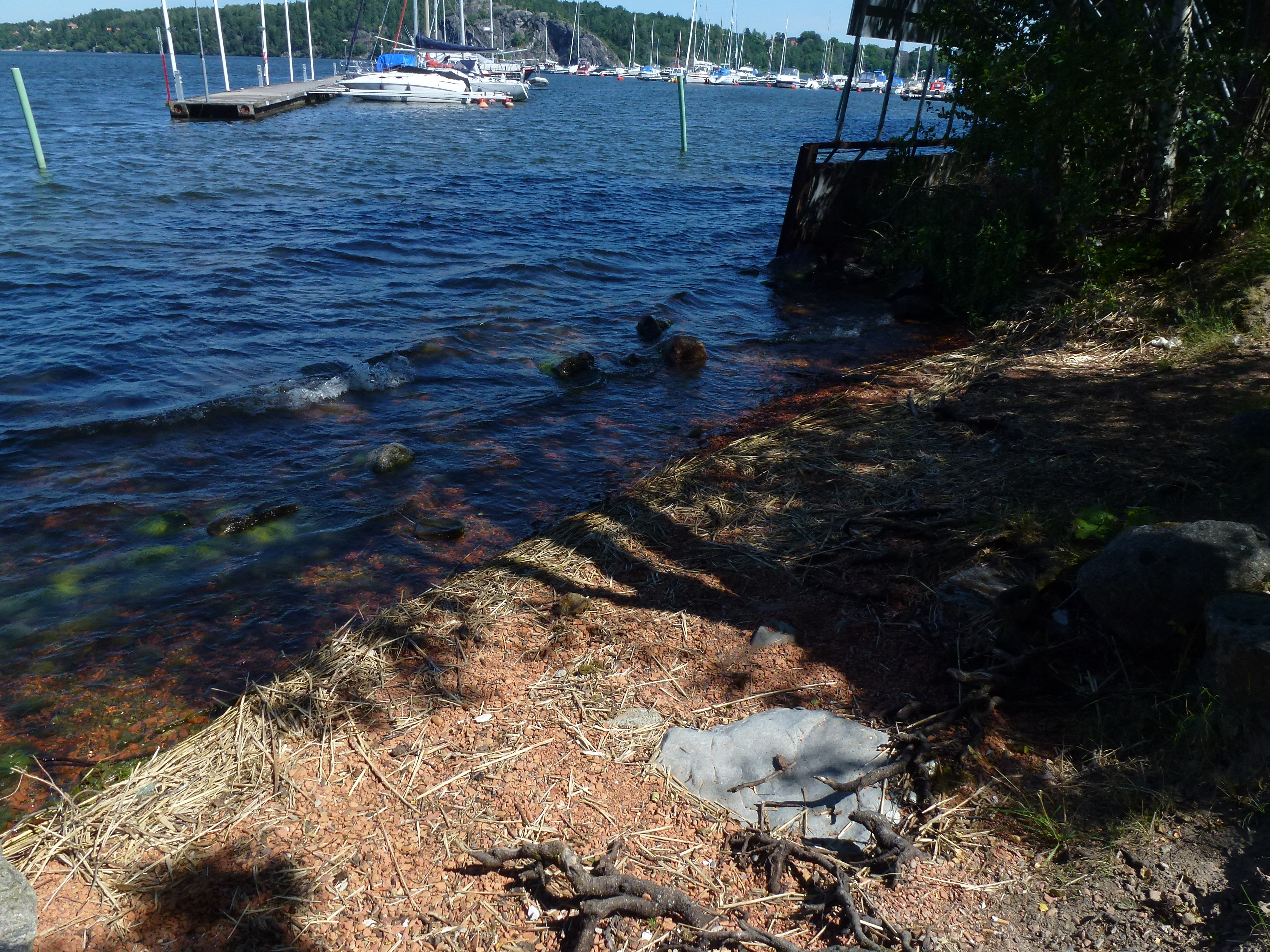
Tegelfragment i strandkanten vid Slagsta Marina.
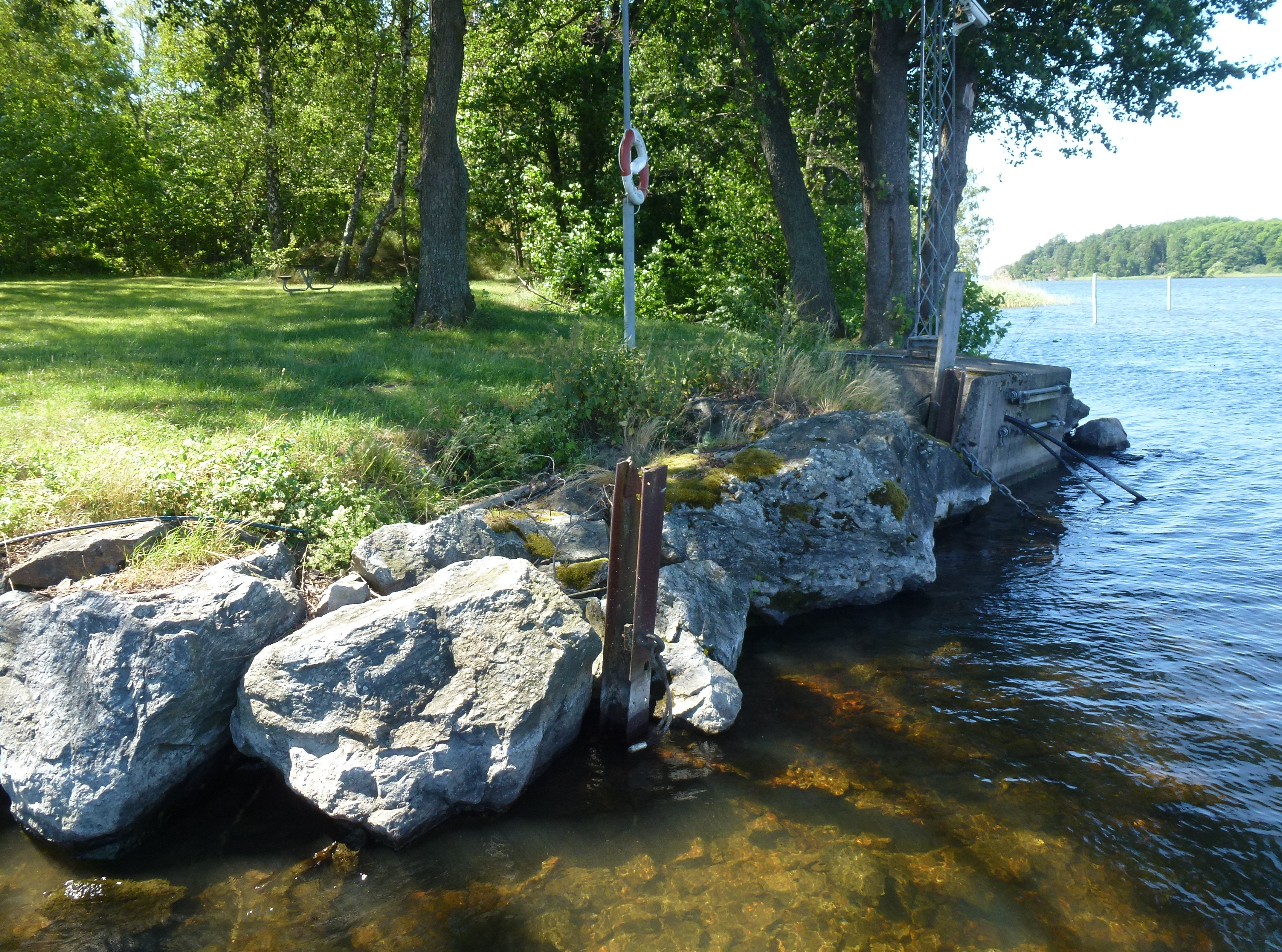
Fundament till utskeppningsbryggan.